# Jonathan Winell
Jonathan Winell (geboren in New York City) ist ein US-amerikanischer Opernsänger der Stimmlage Tenor.

## Leben und Werk
Winell absolvierte ein Diplomstudium an der Hartt School of Music der University of Hartford in Connecticut. Zu seinen Gesangslehrern gehörten Doris Jung (ab 2002) und Patricia McCaffrey (ab 2010). In den Jahren 2006 bis 2008 studierte er jeweils im Sommer in Florenz Gesang und . 2008/09 war er Artist in Residence an der Academy of Vocal Arts in Philadelphia.
An der Hartt School of Music debütierte er als Camille in Lehárs Merry Widow, an der Connecticut Concert Opera sang er 2007 den Nadir in Bizets Les pêcheurs de perles, an der Academy of Vocal Arts 2008 den Percy in Bellinis Anna Bolena und an der New York Lyric Opera 2010 den Tamino in Mozarts Zauberflöte. 2011 war er Apprentice Artist an der Central City Opera in Colorado, 2013 an der Santa Fe Opera in New Mexico. Dort verkörperte er den Don Curzio in Mozarts Le nozze di Figaro und den Giuseppe in Verdis La traviata. Im New Yorker Lincoln Center for the Performing Arts debütierte er unter der Leitung von Eve Queler als Baroncelli in  Wagners Rienzi und wurde von der New York Times lobend erwähnt.
Von August 2013 bis Juni 2015 war Jonathan Winell – als Stipendiat der Liz Mohn Kultur- und Musikstiftung – am Internationalen Opernstudio der Staatsoper im Schiller Theater in Berlin engagiert. In der Spielzeit 2015/16 war Winell Mitglied des Musiktheaterensembles des Theaters Regensburg und sang dort beispielsweise den Tamino in Mozarts Zauberflöte und den Rinuccio, Zitas Neffen, in Puccinis Komödie Gianni Schicchi. In Benatzkys Operette Im weißen Rößl verkörperte Winell die Rolle des Sigismund Sülzheimer.
Bei den Bregenzer Festspielen 2016 übernahm er in der lange vergessenen Oper Amleto von Franco Faccio die Rollen des Schauspielers, welcher den Re Gonzaga (König Gonzaga) verkörpert, und eines Herolds. Diese Aufführung wurde vom TV-Sender ORF III zeitversetzt am Premierenabend  übertragen.
Seit Herbst 2016 ist Winell am Theater Magdeburg engagiert.
Winell hat unter der Leitung bedeutender Dirigenten gesungen, darunter Daniel Barenboim, Leo Hussain, Zubin Mehta, Ingo Metzmacher und Sebastian Weigle. Im Konzertsaal übernahm er unter anderem die Tenor-Solistenpartien in Verdis Messa da Requiem und in Händels Messiah.

## Auszeichnungen
Winell gewann Preise bei einer Reihe von Gesangswettbewerben – darunter Gerda Lissner Foundation, Giulio Gari Foundation, Licia Albanese Puccini Foundation und Il Comitato Amici del Loggiato in La Spezia, sowie weiters:
- 2011: Eastern Region Finalist der Met National Council Auditions
- 2014: Halbfinale des Internationalen Mirjam-Jelin-Gesangswettbewerbs in Helsinki
- 2015: Zweiter Preis bei der Leyla Gencer Voice Competition in Istanbul